# Vrouwenmarathon van Tokio 1994
De Vrouwenmarathon van Tokio 1994 was een marathon voor eliteloopsters op zondag 20 november 1994. In deze zestiende editie van de Tokyo International Women's Marathon kwam de Russische Valentina Jegorova als eerste over de streep, net als het jaar daarvoor. Haar tijd was 2:30.09.

## Uitslagen
| rang   | naam                  | land | tijd    |
| ------ | --------------------- | ---- | ------- |
| Goud   | Valentina Jegorova    | RUS  | 2:30.09 |
| Zilver | Sachiyo Seiyama       | JPN  | 2:30.30 |
| Brons  | Lisa Ondieki          | AUS  | 2:31.01 |
| 4      | Carmen de Oliveira    | BRA  | 2:32.15 |
| 5      | Ramilja Boerangoelova | RUS  | 2:33.17 |
| 6      | Alina Ivanova         | RUS  | 2:34.23 |
| 7      | Mari Tanigawa         | JPN  | 2:34.31 |
| 8      | Chiharu Sato          | JPN  | 2:34.39 |
| 9      | Naoko Otani           | JPN  | 2:35.20 |
| 10     | Maria-Luisa Muñoz     | ESP  | 2:35.48 |
| 11     | Lizanne Bussieres     | CAN  | 2:37.17 |
| 12     | Ming-Xia Wang         | CHN  | 2:37.51 |
| 13     | Anna Rybicka          | POL  | 2:39.02 |
| 14     | Takako Kobayashi      | JPN  | 2:39.44 |
| 15     | Mayuko Kosaka         | JPN  | 2:41.16 |
| 16     | Noriko Suzuki         | JPN  | 2:41.37 |
| 17     | Emi Saegusa           | JPN  | 2:42.17 |
| 18     | Rei Nakamura          | JPN  | 2:42.44 |
| 19     | Yoshiko Fukuchi       | JPN  | 2:42.52 |
| 20     | Jing-Bo Lu            | CHN  | 2:43.32 |
| 21     | Mie Honda             | JPN  | 2:44.38 |
| 22     | Yuki Tamura           | JPN  | 2:46.31 |
| 23     | Midori Daigo          | JPN  | 2:47.48 |
| 24     | Yumiko Ebinuma        | JPN  | 2:48.05 |
| 25     | Hiroe Tanikawa        | JPN  | 2:49.17 |

Tokyo International Marathon (alleen mannen)

1981 · 1982 · 1983 · 1984 · 1985 · 1986 · 1987 · 1988 · 1989 · 1990 · 1991 · 1992 · 1993 · 1994 · 1995 · 1996 · 1997 · 1998 · 1999 · 2000 · 2001 · 2002 · 2003 · 2004 · 2005 · 2006

Tokyo International Women's Marathon (alleen vrouwen)

1979 · 1980 · 1981 · 1982 · 1983 · 1984 · 1985 · 1986 · 1987 · 1988 · 1989 · 1990 · 1991 · 1992 · 1993 · 1994 · 1995 · 1996 · 1997 · 1998 · 1999 · 2000 · 2001 · 2002 · 2003 · 2004 · 2005 · 2006 · 2007 · 2008

Tokyo Marathon (beide)

2007 · 2008 · 2009 · 2010 · 2011 · 2012 · 2013 · 2014 · 2015 · 2016 · 2017 · 2018 · 2019 · 2020 · 2021 · 2022 · 2023 · 2024